# پنجاه و ششمین دوره جوایز اسکار
پنجاه و ششمین دوره مراسم اعطای جوایز اسکار (انگلیسی: 56th Academy Awards) در روز دوشنبه ۹ آوریل ۱۹۸۴ در دوروتی چندلر پاویون لوس آنجلس برگزار شد. در این مراسم بهترین فیلم‌های سال ۱۹۸۳ جهان به انتخاب آکادمی علوم و هنرهای تصاویر متحرک جایزه گرفتند.
جانی کارسون مجری این مراسم بود

## جوایز

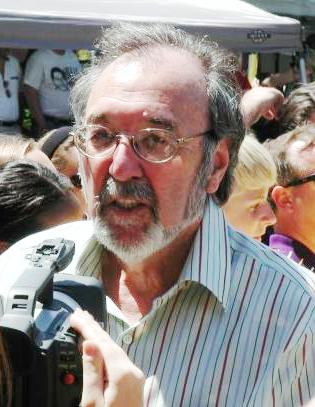
جیمز ال. بروکس، Best Director winner

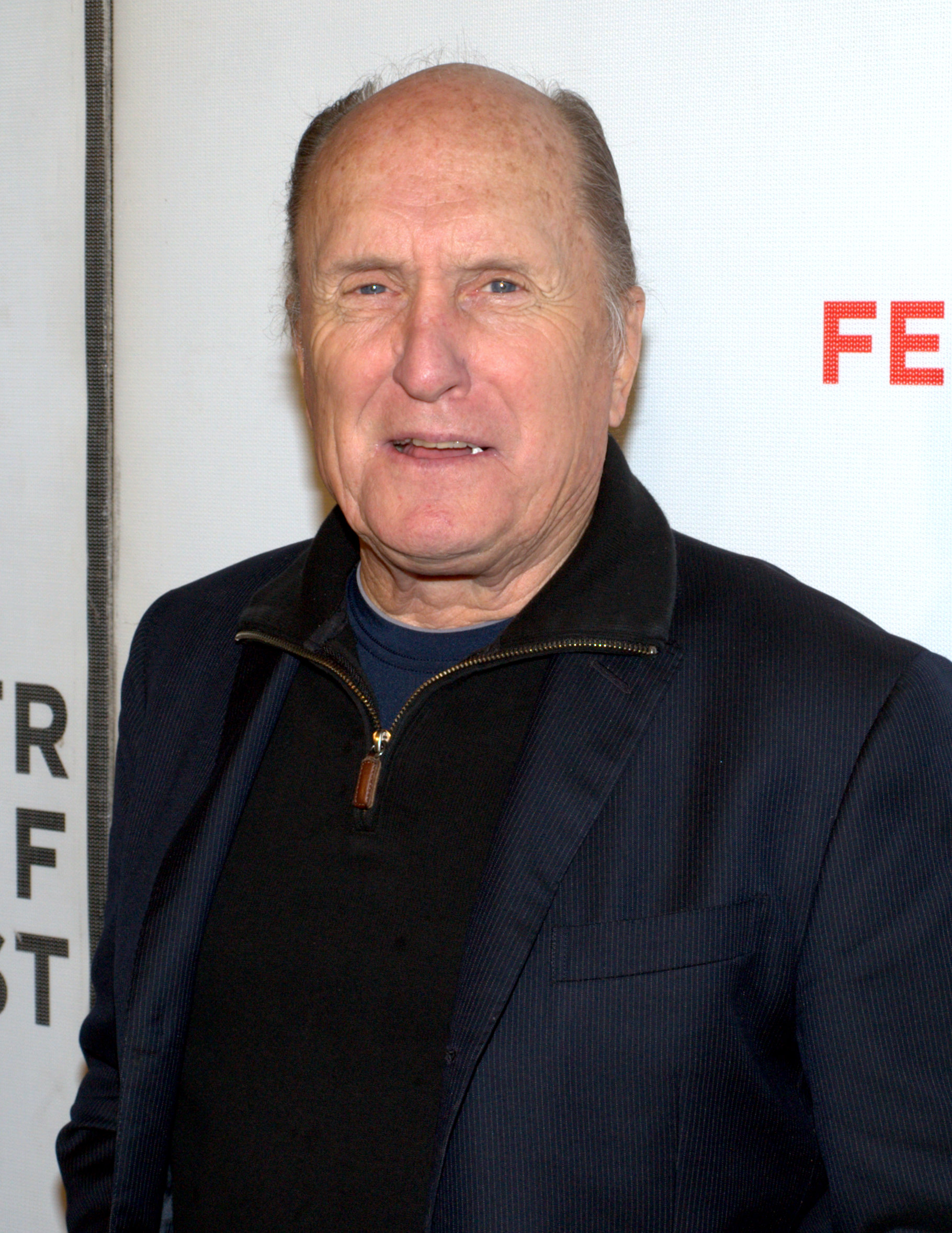
رابرت دووال، Best Actor winner

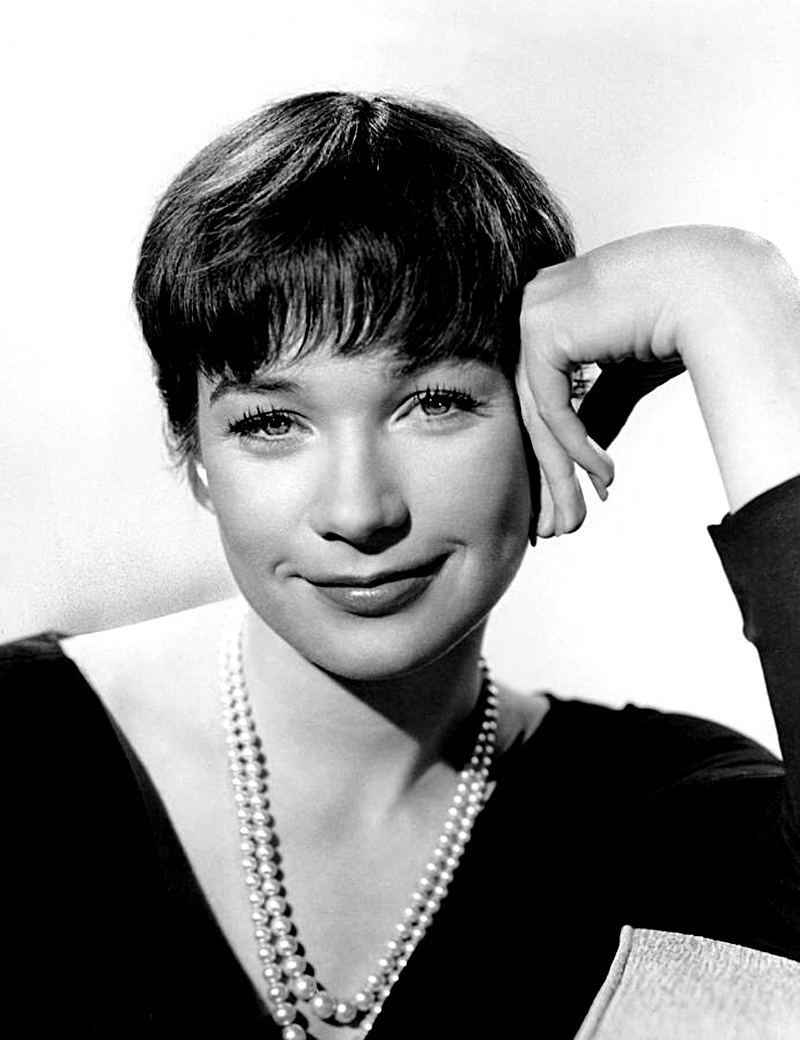
شرلی مک‌لین، Best Actress winner

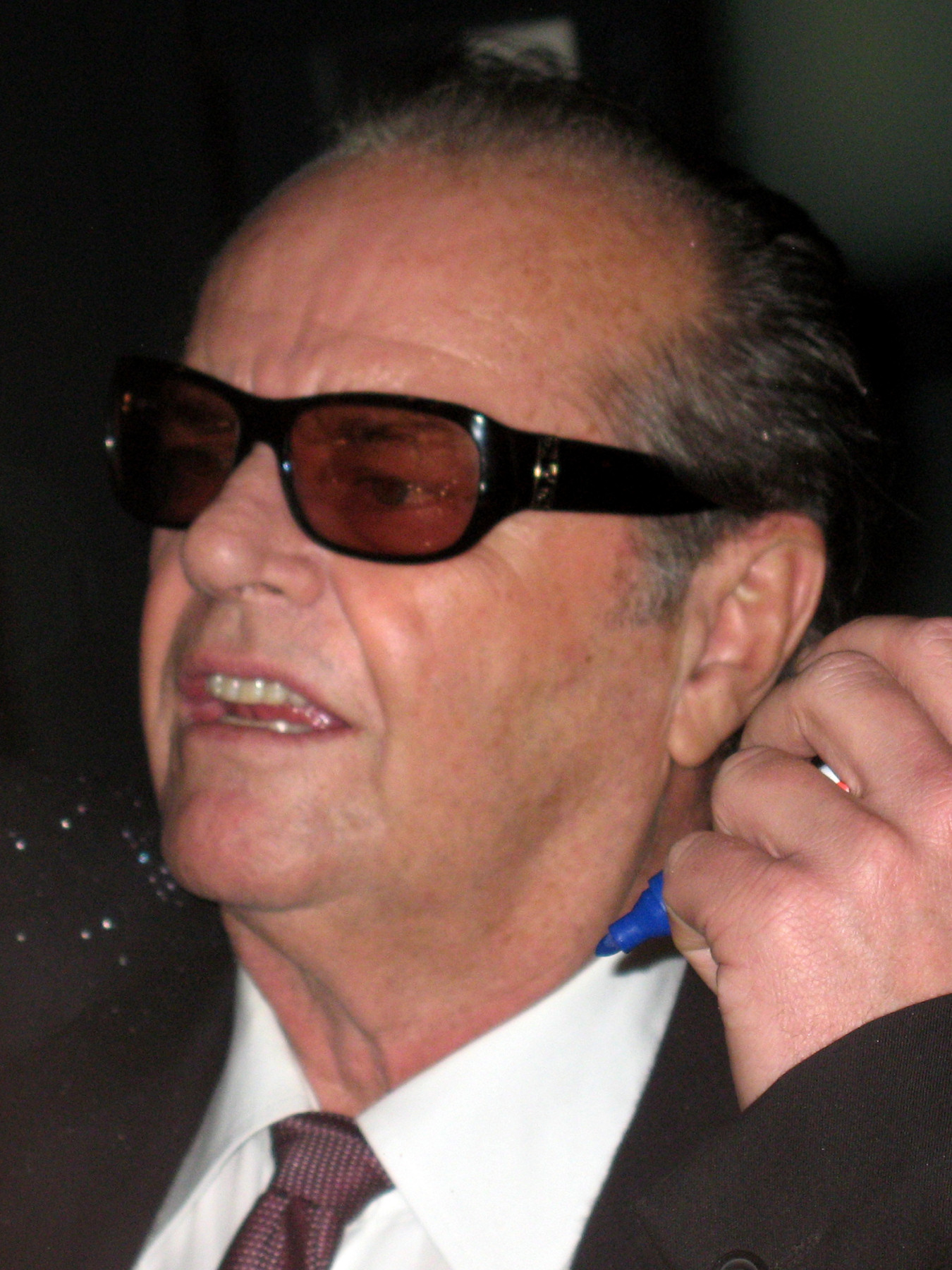
جک نیکلسون، Best Supporting Actor winner

برندگان نخست و در حروف برجسته پررنگ فهرست شده‌اند.
| جایزه اسکار بهترین فیلم | جایزه اسکار بهترین کارگردانی |
| --- | --- |
| - شرایط مهرورزی - اندوه شدید - متصدی لباس - مردان واقعی - بخشش‌های محبت‌آمیز | - جیمز ال. بروکس – شرایط مهرورزی - پیتر یاتز – متصدی لباس - اینگمار برگمان – فانی و الکساندر - مایک نیکولز – سیلکوود - بروس برسفورد – بخشش‌های محبت‌آمیز |
| جایزه اسکار بهترین بازیگر نقش اول مرد | جایزه اسکار بهترین بازیگر نقش اول زن |
| - رابرت دووال – بخشش‌های محبت‌آمیز - مایکل کین – ریتای محصل - تام کونتی – روبن، روبن - تام کورتنی – متصدی لباس - آلبرت فینی – متصدی لباس | - شرلی مک‌لین – شرایط مهرورزی - جین الکساندر – شاهد - مریل استریپ – سیلکوود - جولی والترز – ریتای محصل - دبرا وینگر – شرایط مهرورزی |
| جایزه اسکار بهترین بازیگر نقش مکمل مرد | جایزه اسکار بهترین بازیگر نقش مکمل زن |
| - جک نیکلسون – شرایط مهرورزی - چارلز دارنینگ – بودن یا نبودن (فیلم ۱۹۸۳) - جان لیسگو – شرایط مهرورزی - سام شپارد – مردان واقعی - ریپ تورن – کراس کریک | - لیندا هانت – سال زندگی خطرناک - شر – سیلکوود - گلن کلوز – اندوه شدید - ایمی ایروینگ – ینتل - الفری وودارد – کراس کریک |
| جایزه اسکار بهترین فیلم‌نامه غیراقتباسی | جایزه اسکار بهترین فیلم‌نامه اقتباسی |
| - بخشش‌های محبت‌آمیز – هورتون فوت - اندوه شدید – لارنس کاسدان و Barbara Benedek - فانی و الکساندر – اینگمار برگمان - سیلکوود – نورا افرون و Alice Arlen - بازی‌های جنگ – Lawrence Lasker و والتر پارکس | - شرایط مهرورزی – جیمز ال. بروکس - Betrayal – هارولد پینتر - متصدی لباس – رونالد هاروود - ریتای محصل – Willy Russell - روبن، روبن – جولیوس جی. اپستاین |
| جایزه اسکار بهترین فیلم خارجی‌زبان | جایزه اسکار بهترین تدوین |
| - فانی و الکساندر (سوئد) - کارمن (اسپانیا) - Entre Nous (فرانسه) - Job's Revolt (مجارستان) - مجلس رقص (الجزایر) | - مردان واقعی – گلن فار، لیسا فروکتمن، استیون راتر، Douglas Stewart و Tom Rolf - رعد آبی – فرانک موریس و Edward Abroms - فلش‌دنس – Bud S. Smith و Walt Mulconery - سیلکوود – سام اوستین - شرایط مهرورزی – ریچارد مارکز                                                                                   |
| Best Documentary Feature | Best Documentary Short |
| - او به من حسی مثل رقصیدن می‌دهد – امیل آردولینو - Children of Darkness – Richard Kotuk و Ara Chekmayan - First Contact – Bob Connolly و Robin Anderson - The Profession of Arms – Michael Bryans و Tina Viljoen - Seeing Red – James Klein و Julia Reichert | - Flamenco at 5:15 – Cynthia Scott و Adam Symansky - In the Nuclear Shadow: What Can the Children Tell Us? – Vivienne Verdon-Roe و Eric Thiermann - Sewing Woman – Arthur Dong - Spaces: The Architecture of Paul Rudolph – Robert Eisenhardt - You Are Free Ihr Zent Frei – Dea Brokman و Ilene Landis |
| جایزه اسکار بهترین فیلم کوتاه | جایزه اسکار بهترین پویانمایی کوتاه |
| - Boys and Girls – Janice L. Platt - Goodie-Two-Shoes – Ian Emes - Overnight Sensation – Jon N. Bloom | - Sundae in New York – Jimmy Picker - Mickey's Christmas Carol – Burny Mattinson - Sound of Sunshine - Sound of Rain – Eda Godel Hallinan |
| جایزه اسکار بهترین موسیقی فیلم | جایزه اسکار بهترین موسیقی فیلم |
| - مردان واقعی - بیل کانتی - کراس کریک – لئونارد روزنمن - بازگشت جدای – جان ویلیامز - شرایط مهرورزی – مایکل گور - زیر آتش – جری گلدسمیت | - ینتل – Song Score by میشل لوگران، الن برگمن و الن برگمن - The Sting II – Adaptation Score by لالو شیفرین - اماکن تجاری (فیلم) – Adaptation Score by المر برنستاین |
| جایزه اسکار بهترین ترانه | جایزه اسکار بهترین طراحی لباس |
| - "فلش‌دنس… چه احساسی" from فلش‌دنس – موسیقی و ترانه اثر جورجو مورودر، کیث فورسی و ایرنه کارا - "Maniac" from فلش‌دنس – موسیقی و ترانه اثر Michael Sembello and Dennis Matkosky - "Over You" from بخشش‌های محبت‌آمیز – موسیقی و ترانه اثر Austin Roberts و Bobby Hart - "Papa, Can You Hear Me?" from ینتل – موسیقی اثر میشل لوگران; ترانه اثر الن برگمن و الن برگمن - "The Way He Makes Me Feel" from ینتل – موسیقی اثر میشل لوگران; ترانه اثر الن برگمن و الن برگمن                                                                  | - فانی و الکساندر – ماریک ووس-لوند - کراس کریک – Joe I. Tompkins - Heart Like a Wheel – William Ware Theiss - The Return of Martin Guerre – Anne-Marie Marchand - زلیگ – Santo Loquasto |
| Best Sound Mixing | جایزه اسکار بهترین تدوین صدا |
| - مردان واقعی – Mark Berger, Thomas Scott, رندی تام و David MacMillan - Never Cry Wolf – Alan Splet, Todd Boekelheide, رندی تام و David Parker - بازگشت جدای – بن برت، گری سامرز، رندی تام و Tony Dawe - شرایط مهرورزی – دونالد میچل (مهندس صدا), Rick Kline, Kevin O'Connell و James R. Alexander - بازی‌های جنگ – Michael J. Kohut, Carlos Delarios, Aaron Rochin و Willie D. Burton | - مردان واقعی – Jay Boekelheide - بازگشت جدای – بن برت |
| جایزه اسکار بهترین طراحی صحنه | جایزه اسکار بهترین فیلمبرداری |
| - فانی و الکساندر – Art Direction: Anna Asp; Set Decoration: Susanne Lingheim - بازگشت جدای – Art Direction: Norman Reynolds, Fred Hole و James Schoppe; Set Decoration: Michael Ford - مردان واقعی – Art Direction: Geoffrey Kirkland, Richard J. Lawrence, W. Stewart Campbell و Peter Romero; Set Decoration: George R. Nelson - شرایط مهرورزی – Art Direction: Polly Platt و Harold Michelson; Set Decoration: Tom Pedigo و Anthony Mondell - ینتل – Art Direction: Roy Walker و Leslie Tomkins; Set Decoration: Tessa Davies | - فانی و الکساندر – سون نیکویست - فلش‌دنس – دونالد پترمن - مردان واقعی – کلب دشانل - بازی‌های جنگ – ویلیام ای. فراکر - زلیگ – گوردون ویلیس |

### جایزه اسکار افتخاری
- هال روچ

### جایزه بشردوستانه ژان هرشولت
- M. J. Frankovich

### جایزه اسکار دست‌آورد ویژه
- بازگشت جدای – Richard Edlund, Dennis Muren, Ken Ralston و فیل تیپت

## فیلم‌های با بیش از یک جایزه یا نامزدی
| این فیلم‌ها چندین نامزدی دارند:: - ۱۱ نامزدی: شرایط مهرورزی - ۸ نامزدی: مردان واقعی - ۶ نامزدی: فانی و الکساندر - ۵ نامزدی: متصدی لباس, سیلکوود, بخشش‌های محبت‌آمیز, ینتل - ۴ نامزدی: کراس کریک, فلش‌دنس, بازگشت جدای - ۳ نامزدی: اندوه شدید, ریتای محصل, WarGames - ۲ نامزدی: روبن، روبن, زلیگ | The following films received multiple awards. - ۵ برنده: شرایط مهرورزی - ۴ برنده: فانی و الکساندر, مردان واقعی - ۲ برنده: بخشش‌های محبت‌آمیز |